# Таймасха Гехинская
Тайма́сха Гехи́нская (Тамасха́н Мо́лова) — уроженка села Гехи, чеченская военачальница, командир отряда, участница Кавказской войны.

## Биография
Таймасха Гехинская в течение десяти лет вела борьбу против царских войск, командовала отрядом. В 1840 году она участвовала в сражении на реке Валерик.
По сообщению генерал-лейтенанта Аполлона Галафеева, 15 февраля 1842 года близ Большой Яндырки произошёл бой царского отряда во главе с подполковником Сулимовским с чеченским отрядом под руководством наиба Шамиля Ахбердил Мухаммеда. На стороне русских войск сражался отряд ингушской регулярной милиции. Среди захваченных в плен 23 чеченцев оказалась и Таймасха Гехинская (Халид Ошаев оспаривает число пленных. По его информации, в плен, кроме Таймасхи, попали два тяжелораненных чеченца). Пленные были отправлены во Владикавказ.
О пленении Таймасхи стало известно императору Николаю I. Поскольку он слышал о ней и раньше, по его приказу Таймасха была доставлена во дворец в своём национальном одеянии, в котором воевала. Ей были выданы деньги на дорогу в Петербург и приобретение одежды. В дороге её сопровождал казачий урядник Фёдор Григорьев. Уряднику было приказно не спускать с неё глаз, не сворачивать с указанного маршрута и, в случае болезни, сопроводить её в ближайший госпиталь. Таймасха была награждена царём в знак преклонения перед её храбростью и отпущена.
Начальник штаба генерал-майор Коцебу писал:
Взятая в плен с оружием в руках 15-го апреля 1842 года близ урочища Яндырки чеченская женщина Тамасхан Молова вытребована была по Высочайшему повелению в С. Петербург, по прибытии ее туда представлена была Государю Императору и удостоилась получить от Государыни Императрицы в подарок драгоценную золотую цепь, после того с разрешения Его Величества отправлена обратно на Кавказ с корнетом князем Дал Алхасовым с выдачею ей на путевые издержки 100 рублей серебром.
Гехинская провела в Петербурге три недели. 4 октября она была доставлена в Ставрополь, а затем — в крепость Грозную. Хотя родное село Таймасхи Гехи было недалеко, домой её не отпускали. Она обратилась с прошением, в котором сообщала о своём желании вернуть подаренную ей императрицей золотую цепь и получить из казны её стоимость. Это желание вызвало большой переполох среди кавказского начальства и дошло до императора. Император распорядился оставить цепь у Таймасхи и выдать ей из казны 200 рублей. В конце концов, ей было разрешено вернуться в родное село.

## В искусстве
- Чеченский писатель Леча Яхъяев посвятил ей свою книгу «Гиххойн Таймасха» (чечен. «Таймасха Гехинская»)[5].
- В 2021 году был издан комикс «Ретроспектр. Таймасха»[6].